# Hariharapura, Shikarpur
Hariharapura là một làng thuộc tehsil Shikarpur, huyện Shimoga, bang Karnataka, Ấn Độ.